# 前川右京
前川 右京（まえがわ うきょう、2003年5月18日 - ）は、三重県津市出身のプロ野球選手（外野手）。左投左打。阪神タイガース所属。

## 経歴

### プロ入り前
津市立白塚小学校1年生の時にソフトボールを始め、津市立一身田中学校では硬式野球のクラブチームである津ボーイズでプレーした。
その後、智辯学園高等学校に進学。入部当初は投手として高い評価を受けており、小坂将商監督からも「エースになってくれよ。」と期待の言葉を掛けられたが、「投手はやりません。野手一本で行きます。」と宣言した。1年春から左翼手のレギュラーに定着し、同年夏から4番に座った。第101回全国高等学校野球選手権大会に出場し、八戸学院光星との初戦（2回戦）で2安打3打点を記録したが、チームは敗れた。同年秋の近畿大会でベスト4に進出し、2年春の第92回選抜高等学校野球大会への出場が決定していたが、新型コロナウイルスの影響で同大会ならびに同年夏の第102回全国高等学校野球選手権大会が中止となった。その後2020年甲子園高校野球交流試合に出場し、中京大中京と対戦。髙橋宏斗から1安打を放ったが、チームはサヨナラ負けを喫した。2年秋からは3番打者を務め、近畿大会で優勝。3年春の第93回選抜高等学校野球大会に出場してベスト8に進出したが、明豊との準々決勝では無安打に終わった。同年夏の第103回全国高等学校野球選手権大会にも出場し、6試合で打率.455を記録して準優勝に貢献。横浜との2回戦、日本航空との3回戦でそれぞれ本塁打を放った。準決勝では後の阪神での同期中川勇斗擁する京都国際に勝利。大会後にプロ志望を明言し、2021年9月13日にプロ志望届を提出した。
2021年度ドラフト会議で、阪神タイガースから4位で指名を受けた。11月13日、契約金4000万円、年俸500万円で入団に合意した（金額は推定）。背番号は58。

### 阪神時代
2022年、3月13日の読売ジャイアンツとのオープン戦（阪神甲子園球場）で「7番・左翼手」として一軍デビューし、2安打。しかし、3月下旬からは上半身のコンディション不良で戦列を離れ、6月7日に実戦復帰するも、6月12日の二軍戦で一回の左翼の守備でフェンスに衝突し負傷交代、再び戦列を離れた。9月13日に実戦復帰後は主に指名打者として出場を続け、最終的に二軍公式戦21試合出場で打率.250、3本塁打、7打点という成績を残した。10月8日に行われた東北楽天ゴールデンイーグルス二軍とのファーム日本選手権（ひなたサンマリンスタジアム宮崎）では「5番・指名打者」として出場し、6回にソロ本塁打を放った（同大会での新人本塁打は球団史上初）。
2023年、宜野座での一軍春季キャンプに抜擢されるも、キャンプイン直前に故障が発覚し二軍スタート。その後も二軍での調整を続け、5月28日時点で二軍戦32試合に出場し打率.360、2本塁打、15打点の好成績を残していた。セ・パ交流戦開幕を機にプロ入り後初の一軍昇格を果たし、5月30日の対埼玉西武ライオンズ戦（ベルーナドーム）に「6番・指名打者」で昇格即先発出場。出場4試合10打席で無安打、4三振を喫していたが、6月6日の対楽天戦（楽天生命パーク宮城）に「7番・指名打者」として出場すると、7回表に右前安打を放ちプロ入り後初安打を記録した。初安打以降は調子が上昇し、同27日の対中日ドラゴンズ戦（甲子園）ではプロ初となる猛打賞を記録するなど活躍を見せたが、8月3日に体調不良を訴え登録抹消されて以降は一軍出場することなくシーズンを終えた。11月20日に前年から350万円増となる850万円で契約を更改した。
2024年は5月31日の対千葉ロッテマリーンズ戦（ZOZOマリンスタジアム）で6回に美馬学から196打席目でプロ入り後初本塁打となる同点2点本塁打を記録。6月16日の対福岡ソフトバンクホークス戦（みずほPayPayドーム福岡）では1回一死満塁の打席で石川柊太から自身初の満塁本塁打を放った。阪神甲子園球場100周年を迎えた8月1日の対巨人戦（甲子園）では3度の適時打を含む3安打4打点の活躍で勝利に貢献。9月15日の対東京ヤクルトスワローズ戦（甲子園）では2回一死無走者の打席で高梨裕稔から前の打者の佐藤輝明に続き二者連続本塁打、及び本拠地の甲子園で初本塁打となる決勝本塁打を放った。11月30日に2350万円増の推定年俸3200万円で契約を更改した。

## 選手としての特徴・人物
高校通算37本塁打を記録したスラッガー。高校の先輩である岡本和真を目標にしている。
40歳になっても現役を続けたいと語っている。
高校時代にテレビ局の企画で訪問してきた金本知憲から直接指導を受けた経験がある。

## 家族
2歳年上の兄・夏輝も野球選手であり、津田学園3年時には兄弟揃っての甲子園出場を果たした。卒業後はJR西日本でプレーしていた。

## 詳細情報

### 年度別打撃成績
| 年 度     | 球 団     | 試 合 | 打 席 | 打 数 | 得 点 | 安 打 | 二 塁 打 | 三 塁 打 | 本 塁 打 | 塁 打 | 打 点 | 盗 塁 | 盗 塁 死 | 犠 打 | 犠 飛 | 四 球 | 敬 遠 | 死 球 | 三 振 | 併 殺 打 | 打 率 | 出 塁 率 | 長 打 率 | O P S |
| --------- | --------- | ----- | ----- | ----- | ----- | ----- | -------- | -------- | -------- | ----- | ----- | ----- | -------- | ----- | ----- | ----- | ----- | ----- | ----- | -------- | ----- | -------- | -------- | ----- |
| 2023      | 阪神      | 33    | 107   | 94    | 6     | 24    | 3        | 2        | 0        | 31    | 7     | 0     | 2        | 0     | 0     | 9     | 0     | 4     | 25    | 1        | .255  | .346     | .330     | .676  |
| 2024      | 阪神      | 116   | 362   | 324   | 25    | 87    | 16       | 0        | 4        | 115   | 42    | 0     | 0        | 0     | 1     | 27    | 0     | 10    | 50    | 7        | .269  | .343     | .355     | .697  |
| 通算：2年 | 通算：2年 | 149   | 469   | 418   | 31    | 111   | 19       | 2        | 4        | 146   | 49    | 0     | 2        | 0     | 1     | 36    | 0     | 14    | 75    | 8        | .266  | .343     | .349     | .693  |

- 2024年度シーズン終了時

### 年度別守備成績
| 年 度 | 球 団 | 外野  | 外野  | 外野  | 外野  | 外野  | 外野     |
| 年 度 | 球 団 | 試 合 | 刺 殺 | 補 殺 | 失 策 | 併 殺 | 守 備 率 |
| ----- | ----- | ----- | ----- | ----- | ----- | ----- | -------- |
| 2023  | 阪神  | 22    | 32    | 1     | 0     | 0     | 1.000    |
| 2024  | 阪神  | 93    | 142   | 3     | 1     | 0     | .993     |
| 通算  | 通算  | 115   | 174   | 4     | 1     | 0     | .994     |

- 2024年度シーズン終了時

### 記録
初記録
- 初出場・初先発出場：2023年5月30日、対埼玉西武ライオンズ1回戦（ベルーナドーム）、「6番・指名打者」で先発出場[36]
- 初打席：同上、2回表に與座海人から投ゴロ[36]
- 初安打：2023年6月6日、対東北楽天ゴールデンイーグルス1回戦（楽天生命パーク宮城）、7回表に宋家豪から右前安打[37]
- 初得点：2023年6月7日、対東北楽天ゴールデンイーグルス2回戦（楽天生命パーク宮城）、3回表に二走として佐藤輝明の適時三塁打で生還
- 初打点：2023年6月10日、対北海道日本ハムファイターズ2回戦（エスコンフィールドHOKKAIDO）、4回表に伊藤大海から右前2点適時打[38]
- 初本塁打：2024年5月31日、対千葉ロッテマリーンズ1回戦（ZOZOマリンスタジアム）、6回表に美馬学から右中間2ラン[26]

### 背番号
- 58（2022年[14] - ）